# Phùng Xuân Nhạ
Phùng Xuân Nhạ (sinh ngày 3 tháng 6 năm 1963) là một giáo sư, tiến sĩ ngành Kinh tế, Chủ tịch Hội đồng Giáo sư Nhà nước, và là một chính khách Việt Nam. Ông từng là Phó Trưởng ban Tuyên giáo Trung ương Đảng Cộng sản Việt Nam, đại biểu Quốc hội Việt Nam khóa 14 thuộc đoàn Đại biểu Quốc hội tỉnh Bình Định. Ông từng là Bộ trưởng Bộ Giáo dục và Đào tạo. Trong Đảng Cộng sản Việt Nam, ông là Ủy viên Ban Chấp hành Trung ương Đảng Cộng sản Việt Nam khóa XII.
Ông cũng từng là Giảng viên, Phó Trưởng phòng Hành chính – Tuyên huấn – Đối ngoại, Phó Giám đốc Trung tâm Châu Á Thái Bình Dương, Trường Đại học Khoa học Xã hội và Nhân văn – Đại học Quốc gia Hà Nội. Ông cũng bị một số cáo buộc liên quan đến việc lũng đoạn Hội đồng Giáo sư Nhà nước, gian lận vì các hành vi đạo văn và đăng bài ở các tạp chí giả khoa học. Ông là một trong hai Uỷ viên Trung ương khóa XII và là người duy nhất trong Chính phủ Việt Nam nhiệm kỳ 2016-2021 được giới thiệu tái cử vào Ban Chấp hành Trung ương khóa XIII nhưng không trúng cử.
Ngày 24 tháng 10 năm 2022, Ban cán sự đảng Bộ Giáo dục và Đào tạo nhiệm kỳ 2016-2021 và nguyên Bộ trưởng Phùng Xuân Nhạ bị Ban Bí thư Bộ Chính trị kỷ luật cảnh cáo.

## Học vấn
- Năm 1985, Phùng Xuân Nhạ tốt nghiệp đại học tại Khoa Kinh tế Chính trị trực thuộc Trường Đại học Tổng hợp Hà Nội với chuyên ngành kinh tế thế giới và quan hệ kinh tế quốc tế.
- Từ tháng 9 năm 1993 đến tháng 7 năm 1994, ông học sau đại học tại trường Đại học Manchester ở Vương quốc Anh với chuyên ngành kinh tế phát triển.[15]
- Năm 1999, Phùng Xuân Nhạ bảo vệ Tiến sĩ chuyên ngành Kinh tế thế giới và Quan hệ kinh tế quốc tế với luận án có tên là "Vai trò của đầu tư trực tiếp nước ngoài trong quá trình công nghiệp hóa ở Malaysia" tại Viện Kinh tế thế giới (thuộc Viện Hàn lâm Khoa học Xã hội Việt Nam) dưới sự hướng dẫn của PGS. TS. Võ Đại Lược và PTS Đỗ Đức Định.[16]
- Từ tháng 9 năm 2002 đến tháng 7 năm 2003: Ông làm nghiên cứu sinh sau tiến sĩ (Fulbright Scholar) tại trường Đại học Georgetown, Hoa Kỳ.[15]
- Năm 2005: Ông được phong hàm Phó Giáo sư.
- Năm 2016: Ông được phong hàm Giáo sư ngành Kinh tế,[4] tuy nhiên chính ông cũng là Chủ tịch Hội đồng Chức danh giáo sư nhà nước.

## Sự nghiệp giáo dục

### Công tác tại Đại học Quốc gia Hà Nội
Năm 1989, ông công tác tại Đại học Quốc gia Hà Nội với tư cách là Giảng viên ở Khoa Kinh tế. Năm 1995 và 1996, ông là Phó phòng Hành chính – Đối ngoại, Trường Đại học Khoa học xã hội và Nhân văn, Đại học Quốc gia Hà Nội. Năm 1997 đến 2000, ông giữ chức Phó Giám đốc Trung tâm nghiên cứu châu Á–Thái Bình Dương, Trường Đại học Khoa học Xã hội và Nhân văn, Đại học Quốc gia Hà Nội.
Năm 2003 đến 2007, ông là Giám đốc, Trung tâm Nghiên cứu Kinh tế phát triển, Khoa Kinh tế, Đại học Quốc gia Hà Nội. Cũng trong giai đoạn này năm 2005 ông trở thành Phó Chủ nhiệm Khoa Kinh tế, Đại học Quốc gia Hà Nội. Từ 5/2007 đến 9/2010, ông giữ chức Bí thư Đảng uỷ kiêm Hiệu trưởng Trường Đại học Kinh tế - ĐHQGHN đến tháng 1/2011 và kiêm luôn Giám đốc Trung tâm Nghiên cứu Kinh tế phát triển, Trường ĐH Kinh tế cho đến tháng 12/2007.

### Dấn thân vào chính trị

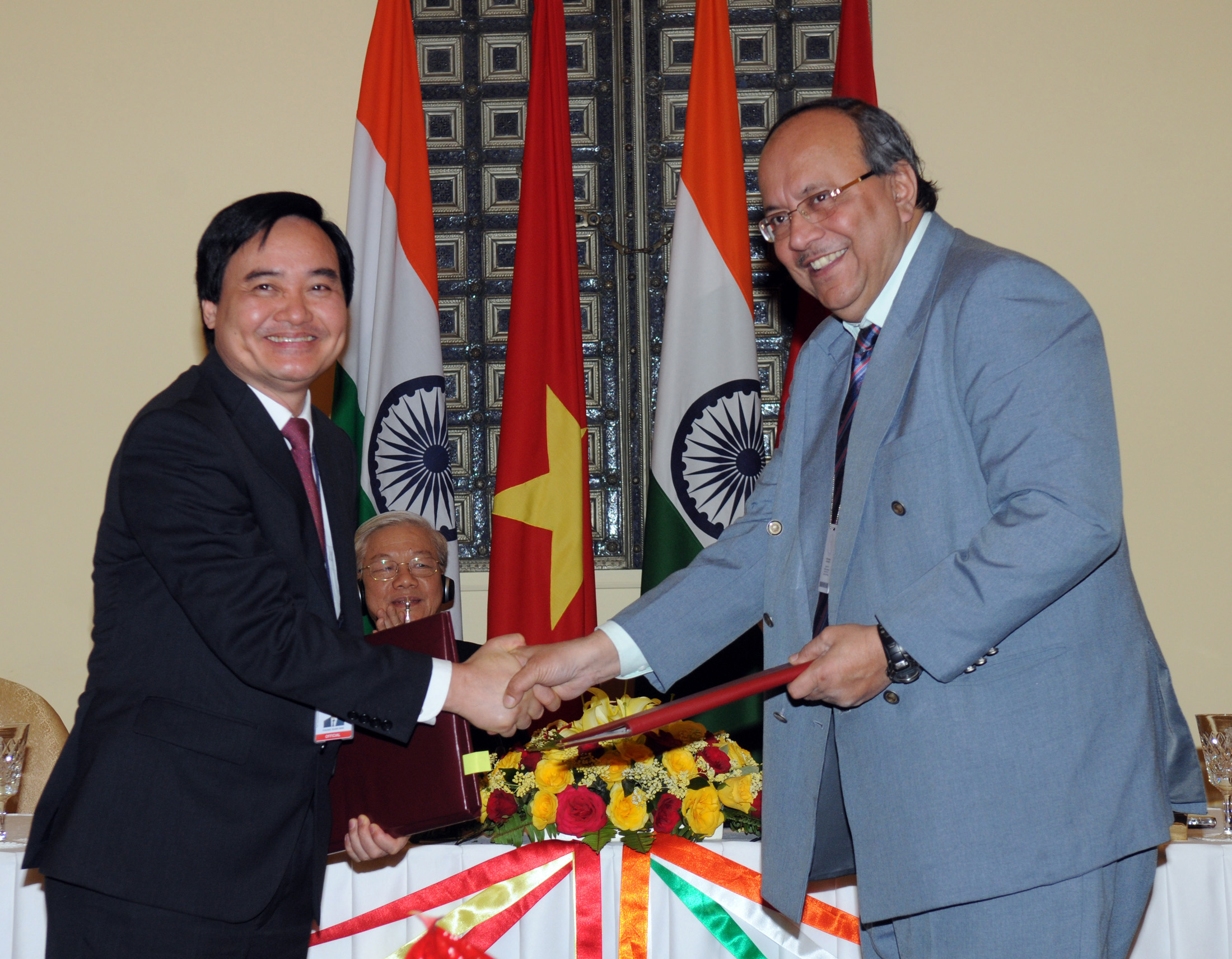
Giáo sư Phòng Nghiên cứu Khoa học & Công nghiệp ông Samir K. Brahmachari và Giám đốc Đại học Quốc gia Hà Nội ông Phùng Xuân Nhạ trao đổi các văn bản ký kết Thỏa thuận hợp tác giữa Đại học Quốc gia Hà Nội và Hội đồng Ấn Độ về Nghiên cứu Khoa học và Công nghiệp tại Ấn Độ, năm 2013

Từ 9/2010 đến 7/2011 ông làm Phó Bí thư Đảng ủy, Phó Giám đốc Đại học Quốc gia Hà Nội đến tháng 10/2010 ông trở thành Ủy viên Ban Chấp hành Đảng bộ thành phố Hà Nội. Tháng 1/2011 ông trở thành Ủy viên dự khuyết Ban Chấp hành Trung ương Đảng. Từ 8/2011 đến 2/2013, ông làm Phó Bí thư thường trực, Phó Giám đốc thường trực Đại học Quốc gia Hà Nội. Ngày 5 tháng 2 năm 2013, Thủ tướng Nguyễn Tấn Dũng bổ nhiệm ông giữ chức Giám đốc Đại học Quốc gia Hà Nội. Đến ngày 9 tháng 9 năm 2014 tiếp tục được Thủ tướng bổ nhiệm chức vụ Chủ tịch Hội đồng Đại học Quốc gia Hà Nội.
Ngày 26/1/2016 tại Đại hội toàn quốc lần thứ XII của Đảng Cộng sản Việt Nam ông được bầu làm Ủy viên Ban Chấp hành Trung ương.

#### Cáo buộc lũng đoạn Hội đồng Chức danh Giáo sư Nhà nước
Theo luật sư Trần Vũ Hải, tháng 4/2016, ông Phùng Xuân Nhạ, lúc đó là Phó giáo sư, Giám đốc kiêm Chủ tịch Hội đồng Đại học Quốc gia Hà nội được bổ nhiệm làm Bộ trưởng Bộ giáo dục và đào tạo, thay ông Phạm Vũ Luận. Tuy nhiên, đây là văn bản đóng dấu "mật" nên không thể công bố được. Theo điều 7 khoản b Quyết định 174/2008 QĐ-TTg trên của Thủ tướng Chính phủ, thành viên HĐCDGSNN phải là giáo sư. Tháng 7/2016, tại kỳ họp thứ ba của HĐCDGSNN khoá 2014-2019, ông Nhạ nhậm chức chủ tịch Hội đồng này chủ trì lễ chia tay ông Luận, trong khi chưa thấy quyết định nào của Thủ tướng phê chuẩn việc ông Nhạ thay ông Luận làm chủ tịch HĐCDGSNN. Tháng 10/2016, với tư cách Chủ tịch HĐCDGSNN, ông Nhạ ký công nhận mình đạt chuẩn giáo sư chuyên ngành kinh tế. Cũng trong thời kỳ ông Phùng Xuân Nhạ là chủ tịch HĐCDGSNN, số lượng phó giáo sư, và giáo sư tăng vọt: năm 2017, số người đạt chuẩn chức danh giáo sư, phó giáo sư là 1.226, gấp 1,7 lần so với năm 2016, 2,3 lần năm 2015 . Trước phản ứng và dư luận xã hội, Thủ tướng Chính phủ đã yêu cầu rà soát việc bổ nhiệm giáo sư, phó giáo sư.

## Sự nghiệp chính trị

### Bộ trưởng Bộ Giáo dục và Đào tạo
Ngày 9 tháng 4 năm 2016, Chủ tịch nước Trần Đại Quang bổ nhiệm ông làm Bộ trưởng Bộ Giáo dục và Đào tạo trong Chính phủ Nguyễn Xuân Phúc thay cho Phạm Vũ Luận.

Lúc mới nhậm chức Bộ trưởng Giáo dục - Đào tạo ông phát biểu: 
"Tôi không quan niệm giáo dục là trận đánh, giáo dục là con người, đó là công trình lớn, xây dựng nhiều năm."  

#### Đưa tiếng Anh thành ngôn ngữ thứ 2 trong các trường học Việt Nam
Trước khi Bộ trưởng Phùng Xuân Nhạ nhậm chức, Bộ Giáo dục và Đào tạo đã có Đề án dạy và học ngoại ngữ trong hệ thống giáo dục quốc dân giai đoạn 2008-2020 được triển khai gần 10 năm song kết quả chưa rõ ràng đồng thời dự án này tiến tốn không biết bao nhiêu tiền gây lãng phí rất nhiều nhưng chưa thấy ai chịu trách nhiệm khi ngày một đi vào quên lãng. Bộ trưởng Nhạ đã cùng các cộng sự nghiên cứu và đưa ra các giải pháp khả thi để tiếng Anh có thể trở thành ngôn ngữ thứ 2 trong các trường phổ thông ở Việt Nam. Tại hội nghị triển khai nhiệm vụ năm học 2016 - 2017, Bộ GD-ĐT đã đưa ra ý tưởng "xây dựng lộ trình đưa tiếng Anh trở thành ngôn ngữ thứ 2 . Giải thích về việc phổ cập tiếng Anh thành ngôn ngữ thứ hai chưa thể lập tức thành công, Bộ trưởng Phùng Xuân Nhạ cho rằng: "Nếu bây giờ không đặt ra và bắt đầu làm thì chẳng bao giờ đạt được. Ở Singapore, từ khi Lý Quang Diệu có ý tưởng đưa tiếng Anh thành "ngôn ngữ thứ 2", phải mất gần 40 năm sau đất nước này mới đạt được mức độ trung bình trong việc sử dụng tiếng Anh". Ông cũng nói thêm, mục tiêu này không thể đạt được trong vòng 10 năm, 20 năm - nhưng khoảng thời gian này sẽ là sự chuẩn bị dần để đạt mục tiêu trên.

#### Cải cách bậc học phổ thông
Vấn đề cải cách toàn diện ngành giáo dục và đổi mới các bậc học phổ thông được đề cập đến khoảng 1 năm trước nhiệm kỳ của Bộ trưởng Nhạ và ông đã cùng các cộng sự đưa ra kế hoạch từng bước hiện thực hóa các cải cách mới của ngành giáo dục này. Trong một trả lời phỏng vấn đầu nhiệm kỳ, ông Bộ trưởng đã đề cập đến việc triển khai 9 nhóm nhiệm vụ chủ yếu và 5 giải pháp cơ bản được đặt ra cho năm học 2016 - 2017 và những năm tiếp theo. Theo đó, từ năm 2017, ngành giáo dục sẽ tăng cường kỷ cương và nâng cao chất lượng giáo dục toàn diện trong các cơ sở giáo dục, đào tạo. Đối với bậc học mầm non, tiếp tục chú trọng đổi mới hoạt động chăm sóc, giáo dục trẻ theo quan điểm giáo dục lấy trẻ làm trung tâm. Ở bậc học phổ thông, chú trọng giáo dục đạo đức, lối sống, kỹ năng sống, ý thức, trách nhiệm của công dân đối với xã hội, cộng đồng... Riêng với giáo dục đại học sẽ đẩy mạnh việc nâng cao chất lượng đào tạo nguồn nhân lực, đặc biệt là nguồn nhân lực chất lượng cao.

#### Cải cách sách giáo khoa theo hướng một chương trình song có nhiều bộ sách giáo khoa
Vấn đề này đã được đề cập đến trong một thời gian trước đó và như nhận định ban đầu cần có lộ trình nhiều năm để thành hiện thực, song Bộ trưởng Phùng Xuân Nhạ và lãnh đạo Bộ Giáo dục và Đào tạo đã đưa ra chương trình hành động với quyết tâm nhanh hơn tiến độ ít nhất 1 năm để ngay trong năm học 2019-2020, học sinh lớp 1 có sách giáo khoa mới . Cũng theo chương trình hành động này, sẽ có nhiều bộ sách giáo khoa cho mỗi chương trình học và các trường được chủ động lựa chọn nhằm phá thế độc quyền về sách giáo khoa, đưa ra nhiều lựa chọn tốt hơn và cải tiến mạnh chất lượng sách cho học sinh, sinh viên.

#### Vấn đề Đại học

##### Đẩy mạnh đổi mới giáo dục đại học

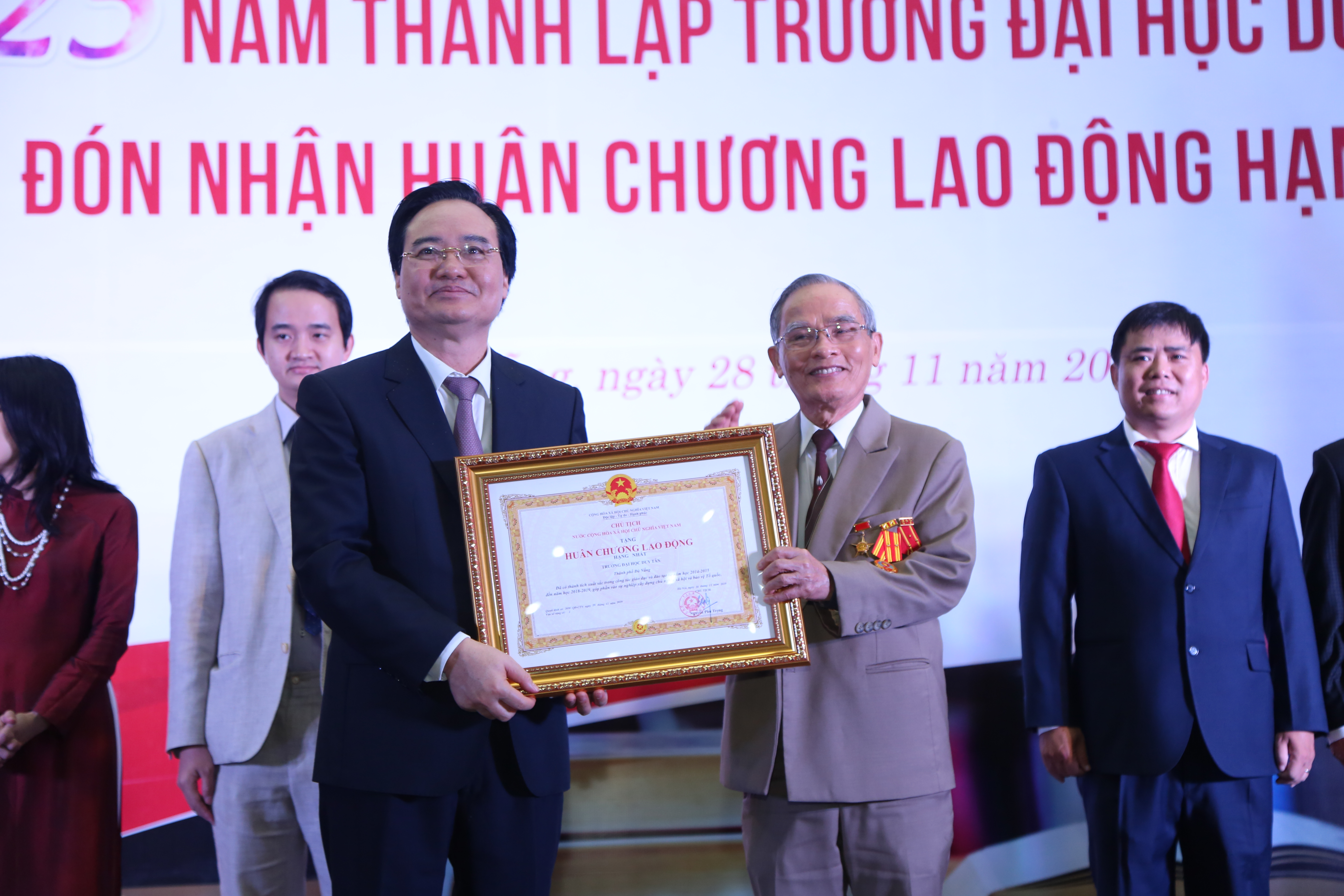
Bộ trưởng Phùng Xuân Nhạ thừa ủy quyền Chủ tịch nước, trao tặng Huân chương Lao động hạng Nhất cho trường Đại học Duy Tân

Vấn đề này được khởi động mạnh từ 2016 và hiện thực hóa bằng các bước đi từ 2017. Ngày 11/8/2017, Bộ Giáo dục và Đào tạo đã tổ chức Hội nghị tổng kết năm học 2016-2017 và phương hướng, nhiệm vụ năm học 2017-2018 các cơ sở giáo dục đại học, các trường sư phạm với sự tham gia của hơn 1200 đại biểu ở ba đầu cầu Hà Nội, Thành phố Hồ Chí Minh và Đà Nẵng. Tại đây, Bộ trưởng Phùng Xuân Nhạ đã nêu ra các bước đi với 2 mục tiêu quan trọng (a) Tạo cơ sở pháp lý hỗ trợ đổi mới giáo dục đại học, và (b) Đổi mới mạnh mẽ quản trị đại học.

##### Tự chủ đại học
Bắt đầu nhiệm kỳ từ tháng 6/2016, tại cuộc làm việc với Bộ trưởng Bộ GD&ĐT Phùng Xuân Nhạ, các Giám đốc, Hiệu trưởng các Đại học, Học viện, Trường Đại học, Cao đẳng trực thuộc Bộ đã tập trung thảo luận một số giải pháp nhằm nâng cao chất lượng giáo dục đại học, trong đó thống nhất cao tự chủ đại học chính là chìa khóa để nâng cao chất lượng giáo dục đại học. Trao đổi tại hội nghị nâng cao chất lượng đào tạo ĐH tại Trường ĐH Lâm nghiệp 22/2/2017, Bộ trưởng Phùng Xuân Nhạ đã tuyên bố "Đại học phải tự sống với thị trường". Ông Nhạ khẳng định, trong bối cảnh phát triển hiện nay, các trường ĐH phải tách ra khỏi cơ quan chủ quản, thực hiện tự chủ và tham gia cạnh tranh bằng chất lượng để tồn tại.

#### Giảm tải học kiến thức, định hướng đẩy mạnh đào tạo kỹ năng mềm cho học sinh, sinh viên
Theo nhận định của Bộ trưởng Nhạ, vẫn còn "trống" trong đào tạo kỹ năng sống cho sinh viên trong các trường sư phạm  nói riêng và các trường nói chung. Ông đã nhấn mạnh nhiều lần về việc cần giảm tải học chữ, học kiến thức cho học sinh và tăng cường kỹ năng sống, kỹ năng mềm cho học sinh, sinh viên nhằm nâng cao năng lực cuộc sống, năng lực làm việc .

#### Đại dịch Covid-19
Năm 2020, tại cuộc họp Ban Chỉ đạo phòng, chống dịch COVID-19 của Bộ Giáo dục và Đào tạo, Bộ trưởng Phùng Xuân Nhạ cho biết, Bộ sẽ làm việc với Bộ Thông tin và Truyền thông nhằm phối hợp hỗ trợ miễn phí nền tảng công nghệ cho các địa phương, trường học thực hiện dạy học online, dạy học qua truyền hình, đồng thời tiến hành giảm tải chương trình môn học. Năm 2021, sau khi hầu hết học sinh quay trở lại trường học ông yêu cầu các đơn vị theo chức năng nhiệm vụ chuẩn bị sẵn sàng các kịch bản năm học để không lúng túng trước bất cứ tình huống nào có thể xảy ra.

#### Bê bối ngành Giáo dục dưới thời Phùng Xuân Nhạ
Năm 2018, trong kỳ thi THPT Quốc gia đã xảy ra vụ nâng điểm nghiêm trọng xảy ra ở Hà Giang, Sơn La, Hòa Bình, Lạng Sơn và nghi vấn ở một số tỉnh, thành khác đã khiến xã hội mất niềm tin vào một kỳ thi trung thực, khách quan..
Cũng trong năm 2018, Bộ GD&ĐT ra văn bản Dự thảo Quy chế công tác học sinh sinh viên, trong đó có quy định rất phản cảm "sinh viên bán dâm 4 lần bị đuổi học". Tại phiên chất vấn Quốc hội ngày 30/10/2018, ông nói: "Khi rà soát lại các quy định hiện hành, tôi đã đề nghị tất cả nội dung không còn không phù hợp thì phải bỏ hoặc sửa, trong đó có nội dung này. Tuy vậy, khi sửa đổi, Ban soạn thảo Thông tư này do năng lực hạn chế, ý thức trách nhiệm kém đã vội vàng đưa lên mạng khiến dư luận xã hội bức xúc. Ngay sau khi nhận được thông tin, tôi đã yêu cầu báo cáo và xử lý ngay. Với tư cách là Bộ trưởng Bộ GD&ĐT, quan điểm của tôi là không cần đưa nội dung này vào Quy chế học sinh, sinh viên".
Không đồng tình với phần trả lời của Bộ trưởng Nhạ, Đại biểu Phạm Thị Minh Hiền giơ biển tranh luận, đặt câu hỏi về vai trò của người đứng đầu trong việc nhận trách nhiệm, nhưng trong sự việc vừa qua, không thấy Bộ trưởng Bộ GD&ĐT nhận trách nhiệm mà lại chuyển trách nhiệm đó cho một cá nhân khác: "Chỉ khi nào Bộ trưởng nhận thấy trách nhiệm của người đứng đầu, nhận ra năng lực quản trị của bộ máy giúp việc, bộ máy quản lý Nhà nước có vấn đề, hạn chế thì mới có những giải pháp để lấy lại sự tôn nghiêm của quản lý giáo dục. Tôi mong Bộ trưởng Bộ GD&ĐT nhìn thẳng vào sự thật, không tránh né, không tác động để có những giải pháp tích cực hơn cho nền giáo dục sắp tới" 
Năm 2019, trường Đại học Đông Đô đã tuyển sinh văn bằng 2, thu lời bất chính hàng tỷ đồng khi chưa có sự cho phép của Bộ Giáo dục .

#### Kêu gọi từ chức
Giáo sư Tiến sĩ Nguyễn Đăng Hưng cho rằng rõ ràng Bộ trưởng Phùng Xuân Nhạ là người chưa đủ điều kiện để được phong giáo sư và ông Nhạ còn tự phong cho mình chức Chủ tịch Hội đồng chức danh thì hai chuyện đó là điều không thể chấp nhận được của một người đứng đầu ngành giáo dục Việt Nam và yêu cầu ông Nhạ bãi chức giáo sư và từ chức Bộ trưởng.
Qua mạng xã hội Facebook, nhà báo Huy Đức chia sẻ: "Ông Phùng Xuân Nhạ từ chức Bộ trưởng Giáo dục là cách duy nhất cứu vãn uy tín, vốn đã rách tả tơi, của ngành Giáo dục."
Giáo sư Hoàng Tụy cũng đã lên tiếng: "Thật nhục cho nền giáo dục và khoa học Việt Nam. Một bộ trưởng mà như thế, biết tự trọng thì nên từ chức."
Ngày 25/10/2018, theo kết quả được công bố, ông là người đạt số phiếu tín nhiệm thấp nhất trong số 48 chức danh do Quốc hội bầu với chỉ 28,87% phiếu tín nhiệm cao.

#### Miễn nhiệm
Ngày 30 tháng 1 năm 2021, theo kết quả được công bố, ông không được bầu lại vào Ban chấp hành Trung ương Đảng Cộng sản Việt Nam khóa XIII. Ngày 7 tháng 4 năm 2021, tại kỳ họp thứ 11, Quốc hội khóa XIV, được Quốc hội phê chuẩn, Chủ tịch nước Nguyễn Xuân Phúc miễn nhiệm ông thôi giữ chức Bộ trưởng Bộ Giáo dục - Đào tạo, kế nhiệm ông là Giám đốc Đại học Quốc gia Hà Nội Nguyễn Kim Sơn.

### Phó Trưởng ban Tuyên giáo Trung ương
Ngày 24 tháng 7 năm 2021, ông Phùng Xuân Nhạ được Bộ Chính trị phân công làm Phó Trưởng ban Tuyên giáo Trung ương. Sau khi bị kỷ luật vào cuối năm 2022, Phùng Xuân Nhạ đã bị thay thế bởi ông Vũ Thanh Mai vào ngày 29 tháng 3 năm 2023, tuy nhiên vào thời điểm ông Vũ Thanh Mai nhậm chức thì Phùng Xuân Nhạ đã thôi chức và nghỉ hưu trước đó.

## Cáo buộc và chỉ trích

### Cáo buộc tự đạo văn
Ông Nhạ giữ chức chủ tịch Hội đồng Chức danh Giáo sư Nhà nước từ năm 2016 và trong thời gian này ông bị cáo buộc gian lận vì các hành vi đạo văn và đăng bài ở các tạp chí giả khoa học.
Giáo sư Nguyễn Tiến Dũng tại Đại học Toulouse, Pháp, vào ngày 18 tháng 2 năm 2018 đã gửi một báo cáo 10 trang đến Hội đồng Chức danh Giáo sư Nhà nước của Việt Nam, cho là ông Nhạ "giả khoa học" cũng như "thiếu cả về đạo đức và trình độ". Bản báo cáo đưa ra bằng chứng là bộ trưởng giáo dục và đào tạo đương nhiệm "tự đạo văn" và "trích dẫn khống" trong hai bài báo "Deficiency in Investment in Early Education: The Second-Best Optimal Levels of Investment in Later Education and Human Capital" và "Response of Vietnamese Private Enterprises' Leader under Global Financial Crisis: From Theorical to Empirical Approach". Cáo buộc của giáo sư Giáo sư Nguyễn Tiến Dũng trên Facebook được hơn 5 ngàn lượt thích và chia sẻ hơn 3 ngàn lần, được cả RFA và VOA đăng tải. Sáng ngày 26/2/2018, báo Người Lao Động đưa tin, nhưng trong vòng khoảng 8 tiếng kể từ khi được đăng, bài báo đã bị gỡ xuống. Dù báo Người Lao Động không công bố lý do gỡ bài, nhưng nội dung của bài báo trên trang Người Lao Động đã được đăng tải lại trên một trang web khác.

### Cáo buộc đạo văn của tác giả khác
Ông Phùng Xuân Nhạ cũng bị Giáo sư Nguyễn Tiến Dũng cáo buộc là đạo văn của người khác. Cụ thể, trong bài báo:
Phung Xuan Nha, Foreign direct investment in Vietnam: the case of American firms, VNU Journal of Science: Legal Studies, Vol. 22, No. 2, 2004, pp 16–26.
trang 18-19 sao chép y nguyên nhiều đoạn văn mà không hề được trích dẫn từ bản báo cáo sau (đối chiếu các trang 348-349) 
Nguyen Quang Thai, Shigeru Ishikawa. Study on the economic development policy in the transition toward a market-oriented economy in the Socialist Republic of Viet Nam (Phase 3): final report; Vol. 3. Fiscal and monetary policy, Japan International Cooperation Agency, 2001.
Trong một bài báo khác của ông và cộng sự, nội dung ở trang 29
Phung Xuan Nha; Le Quan. Response of Vietnamese Private Enterprises' Leader under Global Financial Crisis: From Theorical to Empirical Approach, Asian Social Science; Vol. 10, No. 9, 2014, pp 26–39.
được coi là sao chép y hệt và cắt ghép nhiều đoạn văn từ trang 21-22 của bài báo sau 
Egan, V. and Tosanguan, P. Coping strategies of entrepreneurs in economic recession: a comparative analysis of Thais and European expatriates in Pattaya, Thailand. Journal of Asia Entrepreneurship and Sustainability. Vol 5, No. 3, 2009, pp. 17-36.

## Vi phạm và kỷ luật
Tại kỳ họp thứ 21, Ủy ban Kiểm tra Trung ương đề nghị Bộ Chính trị xem xét, thi hành kỷ luật Ban cán sự đảng Bộ Giáo dục và Đào tạo nhiệm kỳ 2016 - 2021 và ông Phùng Xuân Nhạ, Phó Trưởng Ban Tuyên giáo Trung ương, nguyên Ủy viên Trung ương Đảng, nguyên Bí thư Ban cán sự đảng, nguyên Bộ trưởng Bộ Giáo dục và Đào tạo.
Ngày 24/10, Ban Bí thư đã quyết định thi hành kỷ luật cảnh cáo Ban cán sự đảng Bộ Giáo dục và Đào tạo nhiệm kỳ 2016-2021 và ông Phùng Xuân Nhạ, Phó ban Tuyên giáo Trung ương, nguyên Ủy viên Trung ương Đảng, nguyên Bộ trưởng Giáo dục và Đào tạo. Vì Ban cán sự đảng Bộ Giáo dục và Đào tạo nhiệm kỳ 2016-2021 đã vi phạm nguyên tắc tập trung dân chủ và quy chế làm việc; Đã thiếu trách nhiệm, buông lỏng lãnh đạo để Bộ Giáo dục và Đào tạo, một số tập thể, cá nhân vi phạm quy định của Đảng, pháp luật của Nhà nước trong công tác tổ chức cán bộ; xây dựng, ban hành thể chế, chính sách; thực hiện một số dự án đầu tư công; xây dựng chương trình, biên soạn, thẩm định, xuất bản, phát hành sách giáo khoa. Tổ chức kỳ thi THPT quốc gia năm 2018 và kỳ thi tốt nghiệp THPT năm 2021 xảy ra nhiều vi phạm, một số cán bộ ngành giáo dục bị xử lý kỷ luật, xử lý hình sự... cũng có trách nhiệm của Ban cán sự đảng Bộ Giáo dục và Đào tạo nhiệm kỳ 2016-2021. ông Phùng Xuân Nhạ trong thời gian giữ chức Ủy viên Trung ương Đảng, Bộ trưởng Giáo dục và Đào tạo chịu trách nhiệm chính, trách nhiệm người đứng đầu đối với những vi phạm của Ban cán sự đảng Bộ Giáo dục và Đào tạo nhiệm kỳ 2016-2021; chịu trách nhiệm trực tiếp, trách nhiệm cá nhân trong thực hiện chức trách, nhiệm vụ được giao. Ban Bí thư cũng đề nghị các cơ quan chức năng kỷ luật về hành chính đối với cá nhân đồng bộ, kịp thời với kỷ luật đảng.

## Các phát biểu đáng chú ý
- Bày tỏ lo ngại về số lượng hàng trăm nghìn cử nhân, thạc sĩ thất nghiệp (6.6.2016): "Cử nhân mà có kiến thức sâu, tin học giỏi, tiếng Anh tốt còn hơn thạc sĩ mà chẳng giống ai" [48]
- Nói về việc các nữ giáo viên bị UBND thị xã Hồng Lĩnh "ép" đi tiếp rượu (14.11.2016): "Việc này hoàn toàn không phù hợp nhưng cũng chưa tới mức độ trầm trọng. Những cái không phù hợp với giáo viên đều không được chấp nhận. - Các thầy cô phải tự xem xét lại chính mình, khi thấy không đúng thì phải đề nghị, kiến nghị. Còn lãnh đạo địa phương cứ ép thì mình phải kiến nghị lên, chứ mình thực hiện là vi phạm. - Khi đã giữ nguyên tắc phẩm chất mà vẫn bị lôi kéo, ép buộc thì trước hết phải hỏi trách nhiệm của thầy cô đã, xong đó mới tính đến người ép buộc. Tôi đề nghị nghiêm túc từ trong ngành, từng thầy cô một phải nghiêm túc đã." [49]

Trước đó ông Lê Bá Thiềm, Trưởng phòng GDĐT thị xã Hồng Lĩnh xác nhận: Có sự điều động này, có việc giáo viên nữ tham gia phục vụ tại các buổi lễ. "Chuyện đi tiếp khách là hoàn toàn trong sáng. Tuy nhiên, trong các bữa tiệc, rượu vô thì lời ra; ai đó có một hành động không đẹp thì cũng là chuyện bình thường trong cuộc sống".